# Neelankarai
Neelankarai là một thị trấn thống kê (census town) của quận Kancheepuram thuộc bang Tamil Nadu, Ấn Độ.

## Nhân khẩu
Theo điều tra dân số năm 2001 của Ấn Độ, Neelankarai có dân số 15.688 người. Phái nam chiếm 52% tổng số dân và phái nữ chiếm 48%. Neelankarai có tỷ lệ 70% biết đọc biết viết, cao hơn tỷ lệ trung bình toàn quốc là 59,5%: tỷ lệ cho phái nam là 77%, và tỷ lệ cho phái nữ là 63%. Tại Neelankarai, 11% dân số nhỏ hơn 6 tuổi.